# Steve Kardynal
Steve Kardynal, né le 7 janvier 1990 à Macomb Township, est un humoriste et youtubeur américain.

## Biographie
Né dans l'état du Michigan, Steve Kardynal se fait connaître en publiant des vidéos humoristiques sur YouTube. Ses vidéos, filmées via le site Chatroulette, sont des parodies de chansons comme Wrecking Ball de Miley Cyrus, Telephone de Lady Gaga, Call Me Maybe de Carly Rae Jepsen, ou encore All I Want for Christmas Is You de Mariah Carey.